# 어도비 인디자인
어도비 인디자인(Adobe InDesign)은 어도비 시스템즈에서 제작한 탁상출판(DTP) 레이아웃 소프트웨어이다. PC와 매킨토시에서 모두 사용할 수 있다.
인디자인의 주된 경쟁 제품은 쿼크익스프레스이다. 2002년에 인디자인은 최초의 OS X의 순수 데스크톱 출판 (DTP) 소프트웨어였다. 게다가 인디자인 CS와 인디자인 CS2가 크리에이티브 제품군에서 포토샵, 일러스트레이터 어크로벳을 구입할 때 포함되어 있다.
인디자인은 PDF 포맷 뿐만 아니라, EPUB 및 SWF 등 디지털 출판 포맷으로도 저장할 수 있어 최근의 다양한 태블릿 컴퓨터나 전자책 (eBook) 리더 등에서도 문서를 읽을 수 있도록 지원하고 있다.
또한, 인디자인 CS5 이후 버전에서는 디지털 퍼블리싱 스위트 서비스를 이용하면, 인디자인 파일을 다양한 모바일 디바이스 애플리케이션 마켓에 올릴 수 있는 패키지 형태로 쉽게 구성 및 배포할 수 있다. 변환시, 이미지 슬라이드와 같은 인터액티브 콘텐츠의 추가도 쉽게 가능하다.
현재는 어도비 크리에이티브 클라우드에서 30일 시험 버전을 무료로 다운로드하여 사용할 수 있다.

## 파일 형식
비공식 MIME 타입
- File Open formats: indd, indl, indt, indb, inx, idml, pmd, xqx
- New File formats: indd, indl, indb
- File Save As formats: indd, indt
- Save file format for InCopy:
  1. icma (Assignment file)
  2. icml (Content file, Exported file)
  3. icap (Package for InCopy)
  4. idap (Package for InDesign)
- File Export formats: pdf, idml, icml, eps, jpg, txt, xml, rtf[3]

## 서버용 버전
2005년 10월, "인디자인 서버 CS2"를 매킨토시용과 윈도용으로 발표했다. 이는 인디자인 CS2를 기반으로 하되, 사용자 인터페이스 없이 서버 상에서 동작하는 방식으로, 개발자들이 별도의 플러그인 방식을 통해 서버-클라이언트 환경으로 작업할 수 있는 솔루션으로 공급되었다. 개발자들이 "인디자인 서버"를 토대로 여러 가지 플러그인을 연동하여 대규모 출판 업체용이나 문서 변환 등 다양한 솔루션을 개발할 수 있는 환경을 제공한다.

## 버전 역사
- 인디자인 1.0 (코드명 Shuksan, 추후 K2로 변경): 1999.8.31
- 인디자인 1.0J (코드명 Hotaka): 일본어 지원 추가
- 인디자인 1.5 (코드명 Sherpa): 2001.4
- 인디자인 2.0 (코드명 Annapurna): January 2002.1월. Mac OS X 지원하는 첫 버전
- 인디자인 CS (코드명 Dragontail) (3.0): 2003.10월
- 인디자인 CS2 (4.0) (코드명 Firedrake): 2005.5월 출시
- 인디자인 Server (코드명 Bishop): 2005.10월 발표
- 인디자인 CS3 (5.0) (코드명 Cobalt): 2007.4월. 인텔 기반의 매킨토시 지원하는 유니버설 바이너리 포맷으로 출시
- 인디자인 CS3 서버 (코드명 Xenon): 2007.5월 발표
- 인디자인 CS4 (6.0) (코드명 Basil): 2008.9.23 발표. 2008.10월 출시
- 인디자인 CS4 서버 (코드명 Thyme)
- 인디자인 CS5 (7.0) (코드명 Rocket) 2010.4월 발표
- 인디자인 CS5.5 (7.5) (코드명 Odin) 2011.4월 발표
- 인디자인 CS6 (8.0) (코드명 Athos) 2012.4.23일 발표. 2012.5월말 출시
- 인디자인 CC (9.2) (코드명 Citius) 2014. 1월 발표
- InDesign CC 2014 (10) (코드명 Sirius): 2014. 6월 발표
- InDesign CC 2015 (11.0): 2015. 6월 발표
- InDesign CC 2017 (12.0): 2016. 11월 발표
- InDesign CC 2018 (13.0): 2017년 10월 발표
- InDesign CC 2019 (14.0): 2018년 11월 발표

## 같이 보기
- 쿽 익스프레스
- 페이지메이커
- 스크라이버스